# OGLE2-TR-L9b
OGLE2-TR-L9b は惑星で、2008年にオランダのライデン大学の3人の学生により発見された。この惑星は大きさが木星の約5倍あり、高速で自転する高温の恒星を公転する惑星として最初の発見である。
惑星の存在はOGLEデータベース内で光の変動について研究する方法をテストする最中に当初発見され、後にESOのチリにある超大型望遠鏡（VLT）でのフォローアップ観測によって確認された。